# Mariana Duque Mariño
Mariana Duque Mariño (ur. 12 sierpnia 1989 w Bogocie) – kolumbijska tenisistka, reprezentantka kraju w Fed Cup, olimpijka z Londynu (2012) i Rio de Janeiro (2016).

## Kariera tenisowa
Zadebiutowała w 2005 roku – w eliminacjach do turnieju w Bogocie, przegrywając w drugiej rundzie z Ágnes Szávay. Rok później, również odpadła w kwalifikacjach. Również w 2006 wygrała pierwszy turniej ITF w karierze – w Mazatlánie. W 2007 roku otrzymała od organizatorów dziką kartę do turnieju głównego. Po wygranej z Viky Núñez-Fuentes, została pokonana przez Flavię Pennettę, późniejszą półfinalistkę.
Sezon 2008 rozpoczęła turniejem Copa Colsanitas. Przegrała w 1/4 finału z Maríą Emilią Salerni. Kilkakrotnie grała w turniejach WTA Tour i Wielkiego Szlema, dochodząc do turnieju głównego w Estoril i US Open (w obydwu odpadła w 2. rundzie). W rankingu z 29 września zadebiutowała w pierwszej setce rankingu WTA − na 99. miejscu. Rok 2009 rozpoczęła od passy 6 porażek z rzędu, przełamując ją w Miami. Grając jako szczęśliwa przegrana, w pierwszej rundzie French Open wygrała z rozstawioną z 26., Anną Czakwetadze.
W marcu 2010 odniosła pierwsze zwycięstwo turniejowe. Podczas zawodów w Bogocie pokonała m.in. Klárę Zakopalovą, Arantxę Parrę Santonję i Angelique Kerber w finale.
W lipcu 2012 roku zwyciężyła w turnieju deblowym w Båstad. Razem z Cataliną Castaño pokonały w finale Evę Hrdinovą i Mervanę Jugić-Salkić 4:6, 7:5, 10−5.
W lutym 2013 roku triumfowała w zawodach deblowych rangi WTA Challenger Tour w Cali. Razem z Castaño pokonały parę Florencia Molinero–Teliana Pereira wynikiem 3:6, 6:1, 10–5. W marcu tego roku Kolumbijki osiągnęły finał rywalizacji w Acapulco, w którym uległy Lourdes Domínguez Lino i Arantxie Parrze Santonji 4:6, 6:7(1).
Od 2005 reprezentuje Kolumbię w Fed Cup notując bilans 42 zwycięstw i 22 porażek. Dwukrotnie startowała również na igrzyskach olimpijskich, w Londynie (2012) i Rio de Janeiro (2016), za każdym razem odpadając w pierwszej rundzie.

## Finały turniejów WTA
| Legenda                     | Legenda |
| --------------------------- | ------- |
| Wielki Szlem                |         |
| Igrzyska olimpijskie        |         |
| WTA Tour Championships      |         |
| 2009 – 2020                 |         |
| WTA Premier Mandatory       |         |
| WTA Premier 5               |         |
| WTA Premier                 |         |
| WTA International Series    |         |
| WTA 125K series (2012–2020) |         |

### Gra pojedyncza 2 (1–1)
| Końcowy wynik | Nr | Data           | Turniej    | Nawierzchnia | Przeciwniczka    | Wynik finału |
| ------------- | -- | -------------- | ---------- | ------------ | ---------------- | ------------ |
| Zwyciężczyni  | 1. | 21 lutego 2010 | Bogota     | Ceglana      | Angelique Kerber | 6:4, 6:3     |
| Finalistka    | 1. | 21 maja 2016   | Norymberga | Ceglana      | Kiki Bertens     | 2:6, 2:6     |

### Gra podwójna 6 (3–3)
| Końcowy wynik | Nr | Data             | Turniej  | Nawierzchnia | Partnerka            | Przeciwniczki                                 | Wynik finału   |
| ------------- | -- | ---------------- | -------- | ------------ | -------------------- | --------------------------------------------- | -------------- |
| Zwyciężczyni  | 1. | 22 lipca 2012    | Båstad   | Ceglana      | Catalina Castaño     | Eva Hrdinová Mervana Jugić-Salkić             | 4:6, 7:5, 10–5 |
| Zwyciężczyni  | 2. | 16 lutego 2013   | Cali     | Ceglana      | Catalina Castaño     | Florencia Molinero Teliana Pereira            | 3:6, 6:1, 10–5 |
| Finalistka    | 1. | 2 marca 2013     | Acapulco | Ceglana      | Catalina Castaño     | Lourdes Domínguez Lino Arantxa Parra Santonja | 4:6, 6:7(1)    |
| Finalistka    | 2. | 4 marca 2017     | Acapulco | Twarda       | Verónica Cepede Royg | Darija Jurak Anastasija Rodionowa             | 3:6, 2:6       |
| Finalistka    | 3. | 15 kwietnia 2018 | Bogota   | Ceglana      | Nadia Podoroska      | Dalila Jakupović Irina Chromaczowa            | 3:6, 4:6       |
| Zwyciężczyni  | 3. | 10 czerwca 2018  | Bol      | Ceglana      | Wang Yafan           | Sílvia Soler Espinosa Barbora Štefková        | 6:3, 7:5       |

## Finały juniorskich turniejów wielkoszlemowych

### Gra pojedyncza (1–0)
| Końcowy wynik | Rok  | Turniej     | Nawierzchnia | Przeciwniczka | Wynik finału  |
| Finalistka    | 2007 | French Open | Ceglana      | Alizé Cornet  | 6:4, 1:6, 0:6 |